# Estadio Lazur
El Estadio Lazur (en búlgaro: Стадион „Лазур“) es un estadio multiusos de Burgas, Bulgaria. Principalmente se utiliza para partidos de fútbol y es el estadio del PSFC Chernomorets Burgas. El estadio tiene capacidad para 18 037 espectadores y tiene la calificación de 3 estrellas por la UEFA.

## Historia
El estadio se inauguró en 1967 y fue renovado en 1997, cuando fue reinaugurado el 13 de abril de 1997 con el partido Neftochimik - Levski Sofia. Hasta 2002, el estadio se llamó "Neftochimik" y luego "Naftex".
El estadio es utilizado por el PFC Chernomorets Burgas, pero pronto se trasladará a un nuevo estadio. Se utiliza también en algunos partidos europeos del Litex Lovech (como en el partido de Liga de Campeones de la UEFA contra el FC Spartak Moscú), el PFC Lokomotiv Plovdiv (para el partido de Liga de Campeones ante el Club Brugge y para los partidos de Copa de la UEFA contra el OFK Beograd y el Bolton Wanderers FC) y por el PFC Cherno More Varna (para el partido de la Copa Intertoto ante el UC Sampdoria y los partidos de UEFA Europa League contra Iskra-Stal y PSV Eindhoven).
Además, durante la renovación del Estadio Nacional Vasil Levski la selección de fútbol de Bulgaria jugó sus partidos como local en "Lazur". En el verano de 2009, el estadio sufrió algunas reformas serias, que incluyen la sustitución de los asientos de color verde amarillo por azules y el aumento del techo que cubre el estadio a 10 metros.